# Check (ユニットテスト・フレームワーク)
CheckとはxUnitの様式で運用されるC言語向けオープンソースのユニットテストフレームワークである。まだバージョン1.0に達していないのにもかかわらず安定していると考えられており、ほとんどのLinuxディストリビューションやWindows、OS Xのパッケージ配布システムで利用可能になっている。またGStreamerのようないくつかの知名度の高いプロジェクトでも使用されている。